# Tommy Clufetos
Tommy Clufetos   (Detroit, 30 de desembre de 1979) és un bateria estatunidenc conegut pel seu treball amb Black Sabbath durant el seu Black Sabbath Reunion Tour i la seva gira posterior. Clufetos també és el bateria del cantant Ozzy Osbourne i del supergrup L.A. Rats.

## Trajectòria
Clufetos va estudiar a la Rochester Adams High School de Rochester. Va començar a tocar la bateria als set anys i va formar part de Mitch Ryder and the Detroit Wheels (1999) abans d'unir forces amb Ted Nugent (2001-2003). Va tocar a Craveman i Love Grenade. Després de Ted Nugent, es va sumar a l'Alice Cooper's Band per a la seva gira del 2004. També va participar el 2004 a Dirty Diamonds d'Alice Cooper. Més endavant es va unir a Rob Zombie del 2005 al 2010 i va tocar a l'àlbum Educated Horses del 2006, al primer llançament en directe de Zombie, Zombie Live del 2007, i al Hellbilly Deluxe 2 del 2010.

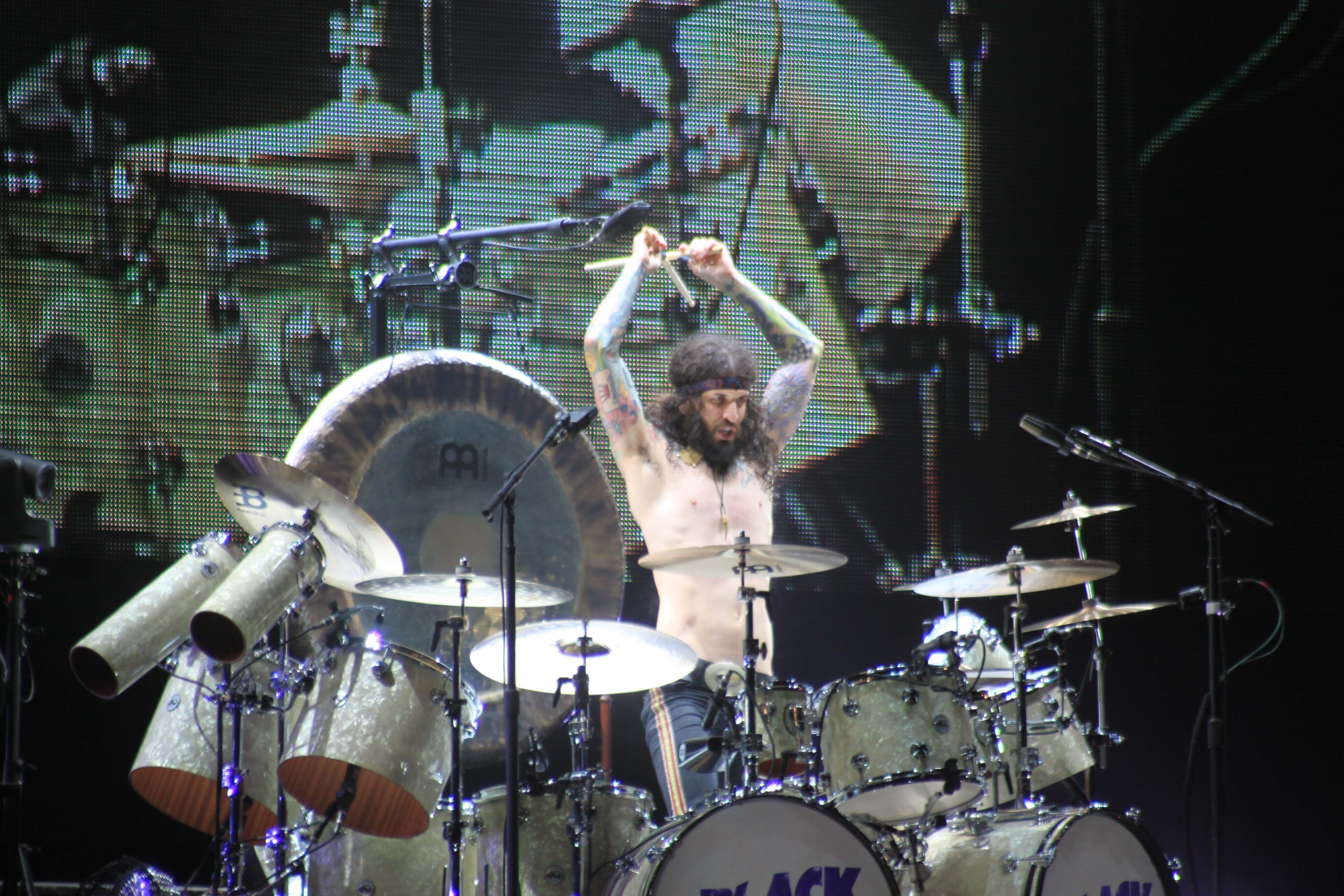
Clufetos actuant al Hellfest el 2016

El març de 2010 Clufetos va deixar Rob Zombie per unir-se a Ozzy Osbourne. El maig de 2012 va tocar amb Black Sabbath, substituint el bateria original Bill Ward. No obstant això, no va participar a l'àlbum 13, ja que ho va fer Brad Wilk de Rage Against the Machine com a músic de sessió. Clufetos va tornar a Sabbath el 2013 per a la seva gira mundial de reunió que va començar a Austràlia i Nova Zelanda. Després Clufetos va continuar amb Black Sabbath el 2014, del primer concert al Barclays Center de Brooklyn (Nova York) a l'últim a Hyde Park (Londres). A finals de 2015 va començar els assajos amb Black Sabbath per a la seva gira de comiat titulada simplement The End, que va començar el 20 de gener de 2016 a Omaha (Nebraska) i va acabar el 4 de febrer de 2017 a Birmingham (Anglaterra). Així es reflecteix al DVD de Black Sabbath The End.
El maig de 2021 es va saber que Clufetos s'havia unit amb els anteriors companys del grup de Rob Zombie i John 5, així com amb Nikki Sixx, per a formar un supergrup anomenat L.A Rats. El seu tema debut, «I've been everywhere», forma part de la banda sonora de la pel·lícula de Liam Neeson The Ice Road.
El 16 de juny de 2022 Mötley Crüe va començar una gira d'estiu al Truist Park d'Atlanta. Després que la banda acabés la seva cinquena cançó, el bateria Tommy Lee va anunciar a la multitud que estava tocant amb les costelles trencades i que no podia acabar el concert. Lee va anunciar Clufetos com el seu substitut per a la resta del xou. Clufetos va substituir Lee fins que va poder tornar completament el 28 de juny de 2022 al Bank of America Stadium de Charlotte.

## Discografia

### Alice Cooper
- 2005: Dirty Diamonds

### B'z
- 2017:  Dinosaur

### Ted Nugent
- 2002: Craveman
- 2007: Love Grenade

### Lesley Roy
- 2008: Unbeautiful

### Rob Zombie
- 2006: Educated Horses
- 2007: Zombie Live
- 2010: Hellbilly Deluxe 2

### Joan 5
- 2007: The Devil Knows My Name
- 2008: Requiem
- 2009: Remixploitation
- 2010: The Art of Malice

### Whitey Kirst
- 2012: All Rise!

### Black Sabbath
- 2013: Live... Gathered in Their Masses
- 2016: The End
- 2017: The End: Live in Birmingham

### L.A. Rats
- 2021: The Ice Road Soundtrack

### Tommy Clufetos
- 2021: Tommy's RockTrip: Beat Up By Rock 'N' Roll[12]